# Romance (série télévisée)
Pour les articles homonymes, voir Romance.
Romance est une série dramatique française créée par Hervé Hadmar et diffusée à partir du 10 juin 2020 sur France 2,. Jérémy, fasciné par la photographie d'une jeune femme, se retrouve propulsé en 1960 à Biarritz où il la rencontre.

## Synopsis
Jérémy est un jeune homme aux idées romanesques, qui a raté ses études de cardiologie et vit chez sa sœur. Un soir, il accompagne des camarades dans un club rock rétro, le Wonderland. La photo d'une jeune femme marchant dans la mer le fascine. Une des serveuses lui raconte que la photographie a été prise à Biarritz en 1960. Obsédé par cette femme, il demande au patron du Wonderland, Tony Belliani, de l'engager. Resté seul avant la fermeture, Jérémy chante quelques mots sur la scène vide, les yeux fermés. Et se retrouve en 1960 à Biarritz. Il va pouvoir faire la connaissance d'Alice, en couple avec Chris, dans la superbe villa des riches parents de ce dernier. La jeune femme semble cacher de lourds secrets.

## Fiche technique
- Titre original : Romance
- Création : Hervé Hadmar
- Réalisation et scénario : Hervé Hadmar
- Décors : Hervé Leblanc
- Costumes : Thierry Delettre
- Photographie : Jean-Max Bernard
- Scripte : Marion Pastor assistée de Nina Lombart
- Montage : Emmanuele Labbe et Diane Login
- Musique : Éric Demarsan
- Production : Fabienne Servan-Schreiber et Jean-Pierre Fayet
- Sociétés de production : Cinétévé avec la participation de France Télévisions
- SOFICA : SG Image 2019
- Langue originale : Français
- Genre : Série Drame
- Durée : 52 minutes

## Distribution
Sauf indication contraire, les informations mentionnées dans cette section peuvent être confirmées par la base de données cinématographiques IMDb,  présente dans la section « Liens externes ».
- Pierre Deladonchamps : Jérémy
- Olga Kurylenko : Alice
- Pierre Perrier : Chris
- Barbara Schulz : Margaret Cadwell
- Simon Abkarian : Tony
- Diane Kristanek : Sonia
- Anne-Sophie Soldaïni : Valéria
- Alain Fromager : André Desforges
- Jeanne Rosa : Géraldine
- Cécile Paoli : Jacqueline Desforges
- Jules Plé : Marc
- Vincent Steinebach : Michel
- Jeanne-Lore Aglossi : Femme conversation Tony
- Christèle Baranzelli : Femme amie Tony
- Hélie Chomiac : Jeune homme bistrot
- Lorène Devienne :  Amie Alice
- Aline Hamou : Caroline
- Mathieu Naert : Serveur café parisien 2
- Haylen : Elle-même
- Marie-Agnès des Déserts : danseuse au Wonderland

## Épisodes
1. première diffusion  France : 10 juin 2020 sur France 2
  - Épisode 1
  - Épisode 2
2. première diffusion  France : 17 juin 2020 sur France 2
  - Épisode 3
  - Épisode 4
3. première diffusion  France : 24 juin 2020 sur France 2
  - Épisode 5
  - Épisode 6

## Production
Le réalisateur Hervé Hadmar avait déjà créé des séries avec Marc Herpoux, et se lance dans une première création en solo. Il dit être parti d'un fait-divers : « un type, aux États-Unis, qui collectionnait les appareils photos, en a déniché un dans une brocante où il y avait, sur la pellicule, une photo d'une femme dans l'eau dans les années 1960. » Il cite comme sources d'inspiration des films policiers au décor méditerranéens comme La Main au collet d'Alfred Hitchcock ou Plein Soleil de René Clément.
La série tournant autour du jazz et du rock 'n' roll, Hervé Hadmar avait déjà choisi l'acteur Simon Abkarian pour le rôle de Tony, en raison de son expérience de la chanson de jazz.
Même si le club Wonderland n'existe pas réellement, les figurants dansent pour de vrai et les musiciens qu'on voit à l'écran sont d'authentiques musiciens qui jouent en live de véritables compositions originales, à l'instar du groupe Howlin' Jaws qui y interprète ses propres morceaux ainsi que la chanteuse Haylen qui apparait dans l'épisode 1 en interprétant deux de ses titres sur scène.
Le tournage s'est fait à Biarritz mais aussi à Saint-Jean-de-Luz qui garde plus de rues d'époque. Les demeures de la mini-série se trouvent dans le Var et à Arcachon.
La photographie et l'image sont particulièrement soignées, et le réalisateur a récupéré des films amateurs d'époque pour en insérer des plans dans la série, en accentuant le côté nostalgique. Pour certaines scènes, le réalisateur a également placé des bas sur l'objectif de sa caméra pour donner à l'image le rendu de l'époque.
Les deux premiers épisodes devaient être projetés en première mondiale le 23 mars 2020 au Festival Séries Mania qui a été annulé en raison de la crise du covid-19.

## Réception critique
Le Parisien salue « une reconstitution particulièrement soignée ». 
Pour Télé-Loisirs, « envoûtante, la série bascule habillement dans le thriller et vous happe sans que vous vous en rendiez compte ». De même, pour Première, « on reste scotché jusqu'au bout de cette Romance enivrante ». Pour Moustique, « si l'intrigue, à l'initiale, peut sembler un peu cliché [...], le récit se révèle suffisamment riche pour retenir l'attention et susciter le plaisir. Et l'atmosphère rétro nimbe l'ensemble d'un charme décalé, par des images vintage [...], des costumes et des décors à rêver ».

## Audience
Les deux premiers épisodes rassemblent 2,80 puis 2,24 millions de téléspectateurs et réalisent 10,9 et 10 % de parts d'audience.
| Saisons | Diffusion        | Nombre d'épisodes | Lancement    | Lancement       | Lancement      | Final        | Final           | Final          | Téléspectateurs (en moyenne) |
| Saisons | Diffusion        | Nombre d'épisodes | Date         | Téléspectateurs | Part de marché | Date         | Téléspectateurs | Part de marché | Téléspectateurs (en moyenne) |
| ------- | ---------------- | ----------------- | ------------ | --------------- | -------------- | ------------ | --------------- | -------------- | ---------------------------- |
| 1       | Mercredi, 21 h 5 | 6                 | 10 juin 2020 | 2 799 000       | 10,9 %         | 24 juin 2020 | 1 690 000       | 8,3 %          | 2 009 667 (8,7 %)            |

| Épisode | Jour et horaire de diffusion          | Nombre de téléspectateurs | Part de marché (sur les 4 ans et plus) | Classement des audiences | Réf.   |
| ------- | ------------------------------------- | ------------------------- | -------------------------------------- | ------------------------ | ------ |
| 1       | Mercredi 10 juin 2020 (21:05 - 21:55) | 2 799 000                 | 10,9 %                                 | 3e                       | [ 13 ] |
| 2       | Mercredi 10 juin 2020 (21:55 - 22:50) | 2 240 000                 | 10 %                                   | 3e                       | [ 13 ] |
| 3       | Mercredi 17 juin 2020 (21:05 - 22:00) | 1 794 000                 | 7,1 %                                  | 5e                       | [ 14 ] |
| 4       | Mercredi 17 juin 2020 (22:00 - 22:50) | 1 640 000                 | 7,3 %                                  | 5e                       | [ 14 ] |
| 5       | Mercredi 24 juin 2020 (21:05 - 21:55) | 1 895 000                 | 8,6 %                                  | 3e                       | [ 15 ] |
| 6       | Mercredi 24 juin 2020 (21:55 - 22:55) | 1 690 000                 | 8,3 %                                  | 3e                       | [ 15 ] |
| Moyenne | Moyenne                               | 2 009 667                 | 8,7 %                                  | 3e                       |        |

- Le plus haut chiffre d'audience
- Le plus bas chiffre d'audience